# سييو (إهيمه)
مدينة سييو (بالإنجليزية: Seiyo)‏ هي أحد المدن التابعة لولاية إهيمه. تأسست رسميًا في 01/04/2004. ويقدر عدد سكانها بـ 43476 نسمة حسب تقدير مكتب الإحصاء الياباني لعام 2012. تبلغ مساحة سييو 514.79 كم2. بكثافة سكانية تبلغ 84.5 نسمة/كم2.

## توأمة
لسييو (إهيمه) اتفاقيات توأمة مع:
- كوروماتسوناي (28 أبريل 2006 - )

## أعلام
- كنساكو أوموري